# Saint-Geniès-de-Varensal
Saint-Geniès-de-Varensal este o comună în departamentul Hérault din sudul Franței. În 2009 avea o populație de 194 de locuitori.

## Evoluția populației
| An        | 1975 | 1982 | 1990 | 1999 | 2006 | 2009 |
| --------- | ---- | ---- | ---- | ---- | ---- | ---- |
| Populație | 214  | 223  | 207  | 209  | 242  | 194  |